# Kazimierz Łyszczyński

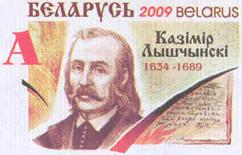
Belarussische Briefmarke anlässlich des 375. Geburtsjahres von Kazimierz Łyszczyński

Kazimierz Łyszczyński [kaˈʑimjɛʂ wɨʂˈt͡ʂɨɲski] (* 4. März 1634 in Lyschtschyzy, Polen, heute Belarus; † 30. März 1689 in Warschau, Polen) war ein polnischer Philosoph und Atheist.

## Leben
Kazimierz Łyszczyński wurde in Lyschtschyzy im heute zu Belarus gehörenden Umland von Brest geboren. Seine Familie gehörte der Wappengemeinschaft Korczak an und stammte dem polnischen Landadel ab. Als junger Mann gehörte er acht Jahre lang bis 1666 dem Orden der Jesuiten an, nutzte die Zeit allerdings vor allem zum Studium der Philosophie. Anschließend arbeitete er als Richter und im militärischen Dienst der Familie Sapieha, unter deren Banner er im Nordischen Krieg kämpfte.
Da er seine Tochter mit einem Verwandten verheiraten wollte, wurde Łyszczyński 1685 exkommuniziert. In der Folge begann er sich kritisch mit dem Klerus zu beschäftigen und verfasste das atheistische Werk De non existentia Dei (deutsch Über die Nichtexistenz Gottes). Einer seiner Nachbarn, der örtliche Mundschenk Jan Brzoski, händigte etwa ein Jahr später ein Exemplar des Werkes an ein Gericht aus, um ihn zu denunzieren und anklagen zu lassen. Er hatte sich von Łyszczyński eine hohe Summe Geld geliehen und wollte somit verhindern, diese wieder zurückzahlen zu müssen. Zunächst wurde Łyszczyński von einem Kirchengericht verurteilt. Der polnische König Jan Sobieski ließ das Verfahren jedoch aufgrund der im Königreich Polen geltenden Religionsfreiheit an eine Kommission des polnischen Reichstages unter der Leitung von Stanisław Szczuka übergeben. Ein Teil der Abgeordneten sprach sich für die Entlassung aus, auch zeigte sich Łyszczyński gegenüber dem Ankläger Szymon Zabistowski kooperativ. Dennoch wurde ihm schließlich, womöglich vorwiegend aus politischen Gründen, die Todesstrafe ausgesprochen. Der zuerst veranlasste Feuertod wurde vom König abgemildert und Łyszczyński am 30. März 1689 auf dem Altstadtmarkt in Warschau geköpft sowie sein Leichnam anschließend verbrannt.

## Philosophie
In seinem 1674 begonnenen Werk stellte sich Kazimierz Łyszczyński als atheistischer Philosoph gegen die Religion. Er nahm darin die erst zweihundert Jahre später von Ludwig Feuerbach verfasste Projektionstheorie vorweg, Gott sei lediglich eine von Menschen erdachte Chimäre. Weiterhin postulierte er, dass der einzige Sinn des Glaubens darin bestünde, die überwiegend mittelfreien Massen unterdrücken zu können. Religion sei schließlich nur ein Mittel zur Unterdrückung der Bevölkerung.

## Nachwirkung
Kazimierz Łyszczyńskis Todestag, der 30. März, wird in Polen als Tag des polnischen Atheismus begangen.
Am 20. April 1989 wurde im Dorf Malyja Schtschytniki im Selsawet Lyschtschyzy ein Gedenkstein zu Ehren von Kazimierz Łyszczyński errichtet. Auf dem Stein ist das Epitaph des Philosophen in belarussischer Sprache verewigt. Am 4. März 2009 gab das Ministerium für Kommunikation und Informatisierung der Republik Belarus eine Gedenkbriefmarke heraus.

## Werk (Auswahl)
- De non existentia Dei